# Hollandsk Formosa
 Der er for få eller ingen kildehenvisninger i denne artikel, hvilket er et problem. Du kan hjælpe ved at angive troværdige kilder til de påstande, som fremføres i artiklen.

 Denne artikel bør gennemlæses af en person med fagkendskab for at sikre den faglige korrekthed.

Hollandsk Formosa var en nederlandsk koloni fra 1624 til 1662 på Taiwan (Taiwan blev tidligere kaldt Formosa). I opdagelsestiden etablerede det Nederlandske Ostindiske Kompagni en koloni på Formosa for at handle med Kina og Japan og for at forhindre portugisiske og spanske handels og koloniaktiviteter i Østasien.
I tiden med hollandsk styre var der økonomisk vækst i Taiwan. Der var omfattende jagt på sikahjorte samt dyrkning af ris og sukkerrør. Dyrkningen blev foretaget af arbejdskraft importeret fra Fujian i Kina. Man prøvede også at konvertere Taiwans urfolk til kristendom og undertrykke ting ved deres kultur man fandt frastødende som fx tvungne aborter og at de gik nøgne rundt.
Hollandsk styre var ikke altid populært på øen og hollandsk militær måtte flere gange nedkæmpe oprør anført af urfolk og de nyligt ankomne kinesere.
Kolonitiden sluttede efter 37 år, da en minggeneral Koxinga i Mingdynastiets sidste dage invaderede Taiwan for at undgå Qingdynastiets hær.